# Hans Brandner (Rennrodler)
Hans Brandner (* 19. Februar 1949 in Berchtesgaden) ist ein ehemaliger deutscher Rennrodler.
Hans Brandner ist gelernter Installateur und lebte zeitweilig in Ramsau bei Berchtesgaden, wo er mit seiner Familie bis 2011 ein Hotel führte. Er ist verheiratet und hat Kinder. Brandner bildete mit Balthasar Schwarm einen Doppelsitzer und startete bei drei Olympischen Winterspielen, 1972 in Sapporo erreichten die beiden den fünften Platz. Bei den Olympischen Spielen 1976 in Innsbruck gewannen Brandner/Schwarm die Silbermedaille hinter dem ostdeutschen Duo Hans Rinn und Norbert Hahn, bei den Olympischen Spielen 1980 beendeten sie den Wettbewerb zum Karriereende Brandners hin auf dem siebten Platz.
Für diese Leistung wurden Hans Brandner und sein Partner Balthasar Schwarm mit dem Silbernen Lorbeerblatt ausgezeichnet.
1979 schlugen sie Rinn/Hahn bei den Weltmeisterschaften in Königssee, ihre Vereinskameraden und jahrelangen Konkurrenten Winkler/Wembacher wurden Dritte. Zwei Jahre zuvor holten Brandner/Schwarm in Igls schon die Bronzemedaille. Bei den Europameisterschaften gewannen sie je einmal Gold (1977) und Silber (1972), sowie zweimal Bronze (1973, 1980). 1978 wurde das Duo Zweiter, 1979 Dritter des Gesamtweltcups. 1971, 1972, 1973, 1975, 1977, 1979 und 1980 wurden die beiden für den RC Berchtesgaden startenden Sportler Deutsche Meister.

## Erfolge

### Weltcupsiege
Doppelsitzer
| Nr. | Datum         | Ort        | Bahn                        |
| --- | ------------- | ---------- | --------------------------- |
| 1.  | 29. Jan. 1978 | Innsbruck  | Olympia Eiskanal Igls       |
| 2.  | 18. Jan. 1979 | Innsbruck  | Kunsteisbahn Bob-Rodel Igls |
| 3.  | 4. März 1979  | Winterberg | Bobbahn Winterberg          |